# Miguel Arteche

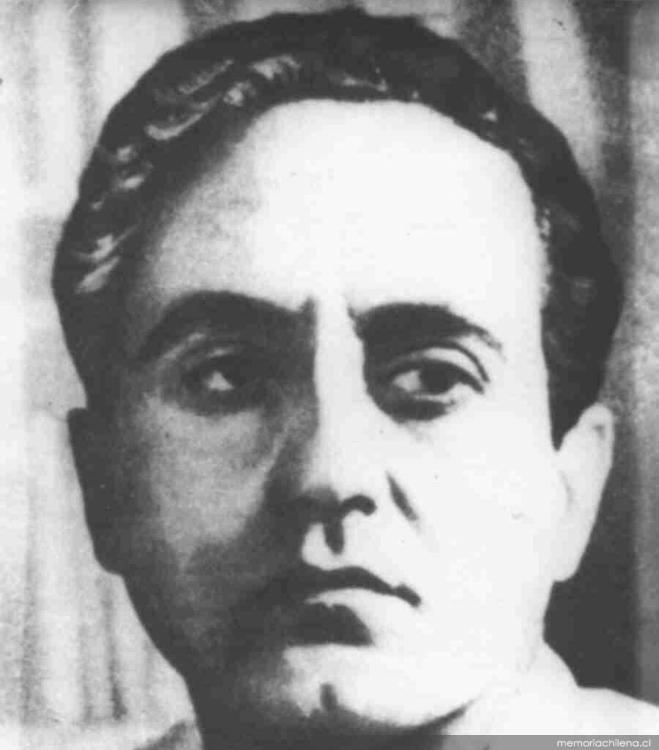
Miguel Arteche (1955)

Miguel Arteche Salinas (* 4. Juni 1926 in Nueva Imperial, Chile; † 22. Juli 2012 in Santiago de Chile) war ein chilenischer Schriftsteller und Dichter. Bekanntheit erhielt er insbesondere durch seine umfangreiche lyrische Produktion mit religiösen Motiven.

## Leben
Seine ersten Gedichte beschrieben – Pablo Neruda ähnlich – die Natur des Südens seines Landes (El sur dormido und folgende). Sein Stil ist durch große technische Perfektion gekennzeichnet. 1963 wurde er Mitglied der chilenischen Sprachakademie (Academia Chilena de la Lengua). Im Jahr 1953 bekehrte er sich zum Katholizismus. Seit den 1960er-Jahren widmete er sich schwerpunktmäßig religiösen Themen (Quince poemas (1969) und folgende). Zusammen mit Rodrigo Cánovas Emhart war er Herausgeber der umfangreichen Anthologie chilenischer religiöser Dichtung Poesía religiosa chilena (Santiago de Chile 1989). Er erhielt diverse literarische Preise, insbesondere den Chilenischen Nationalpreis für Literatur im Jahr 1996.

## Werke

### Lyrik
- La invitación al olvido, 1947
- Oda fúnebre, 1948
- Una nube, 1949
- El sur dormido, 1950
- Cantata del desterrado, 1951
- Solitario, mira hacia la ausencia, 1953
- Otro continente, 1957
- Quince poemas, 1969
- Destierros y tinieblas, 1963
- De la ausencia a la noche, 1965
- Resta poética, 1966
- Para un tiempo tan breve, 1970
- Antología de veinte años, 1972
- Noches, 1976
- Cantata del Pan y la Sangre, 1980, 1981, 1986
- Variaciones alemanas, 1986
- Variaciones sobre versos de Karol Wojtyla, 1987
- Monólogo en la Torre, 1989
- Siete canciones, 1989
- Tercera antología, 1991
- Fénix de madrugada, 1975–1992
- Poemas para nietos, 1996
- Para un tiempo tan breve, 1997
- Jardín de relojes, 2002
- El café, 2004

### Romane
- La otra orilla, 1964
- El Cristo hueco, 1969
- La disparatada vida de Félix Palissa, 1975
- El alfil negro, 1992

### Kurzgeschichten
- Mapas del otro mundo, 1977
- Las naranjas del silencio, 1987

### Autobiografie
- Los ángeles de la provincia, 1975

### Essays
- Notas para la vieja y la nueva poesía chilena, 1958
- La extrañeza de ser americano, 1962
- Discurso de incorporación a la Academia Chilena de la Lengua, 1965
- El extraño caso de Gabriela Mistral, 1968
- Tres visiones de Carlos Droguett. 1971
- Alfonso Calderón o cuarenta años después, 1978
- Llaves para la poesía, 1984
- Algunos de mis fantasmas, 1985
- Algo acerca de la experiencia poética, 1988
- La crítica poética y el crítico único, 1988
- Exposición sobre un taller de poesía, 1988
- La fuente dividida de Gabriela Mistral, 1989
- El nombre perdido y buscado en América, 1989
- Cómo leer un poema, 1989
- Gabriela Mistral: seis o siete materias alucinadas, 1989
- Escribir como niño para niños, 1990
- De modo inseguro y problemático, 1990
- Los coléricos hijos de Damaso Alonso, 1990
- Algunos aprendices de brujo, 1989
- Palabras en Alberti, 1991.

## Auszeichnungen
- Chilenischer Nationalpreis für Literatur im Jahr 1996